# 今井洋介
今井 洋介（いまい ようすけ、1984年10月29日 - 2015年11月23日）は、日本の写真家、音楽家。

## 人物・経歴
神奈川県鎌倉市出身。湘南高校を卒業した。多摩美術大学中退後、イギリスのボーンマス美術大学とハワイ州立大学へ留学し、その頃から写真を撮り始めた。ノルウェー人と結婚し一女をもうけるもビザ等の問題から離婚した。帰国後は写真活動を続ける中、調理師免許を取得する。その後、BILLABONGでモデル兼ショップ店員として働いていた際に、フジテレビジョンのリアリティ番組『テラスハウス』に出演した。以降、個展やライブなどで活動した。同番組で共演したプロサーファーの湯川正人や菅谷哲也、宮城大樹とは番組卒業後も、親交を深めていた。逗子三兄弟の次男・大雅とは幼馴染で、2014年3月12日に逗子三兄弟による全面サポート・プロデュースによるシングル『もう一度、手をつなごう』をリリースした。
2015年11月23日、心筋梗塞のため死去した。31歳没。訃報は同月28日に公表された。歌手のjyA-Meによると、死の1ケ月程前から体調を崩しており、病院で過労との診断を受けたが、薬を飲んでも症状が改善せず、次の休みが来たら、再度病院に行こうと思った矢先であった。死去前日の11月22日まで、FM横浜の番組『SHONAN by the Sea』のDJを通常通りこなし、夜には都内でライブのDJを担当していた。訃報に接し、『テラスハウス』で共演した出演者から追悼コメントが相次いで寄せられた。

## 出演

### テレビ番組
- テラスハウス
- ホンマでっか!?TV
- 大人のKISS英語
- 踊る!さんま御殿!!
- 有吉反省会
- JOYnt!

### ラジオ番組
- SHONAN by the Sea

### CM
- エスカップ

### 舞台
- 大渋滞

## 作品

### 音楽
- もう一度、手をつなごう／今井洋介 supported by 逗子三兄弟

### 著書
- 100kgだったボクがポジティブになれたやせごはん
- 今井洋介の青空メシ